# Liane Lippert
Liane Lippert (Friedrichshafen, 13 de enero de 1998) es una ciclista profesional alemana que desde 2023 corre en el equipo Movistar Team de categoría UCI WorldTeam Femenino.
Lippert comenzó su carrera en el club local RSV Seerose Friedrichshafen en 2008. En los años siguientes ganó en el campeonato de ciclismo de montaña de Alemania en categoría sub-15 en la antigua pista de montaña más grande de Alemania, Lightweight Uphill. Desde 2013, Lippert formó parte del equipo nacional alemán hasta que obtuvo su primer contrato profesional. Su mayor éxito ha sido ganar el campeonato europeo júnior en 2016.

## Palmarés
2016
- Campeonato Europeo Júnior en Ruta

2018
- Campeonato de Alemania en Ruta
- Lotto Belgium Tour, más 1 etapa[1]

2019
- 3.ª en el Campeonato de Alemania en Ruta

2020
- Cadel Evans Great Ocean Road Race

2021
- 2.ª en el Campeonato de Alemania en Ruta
- 2.ª en el Campeonato Europeo en Ruta

2022
- Campeonato de Alemania en Ruta

2023
- Campeonato de Alemania en Ruta
- 1 etapa del Tour de Francia Femenino
- 1 etapa del Tour de Romandía
- Tres Valles Varesinos

2024
- 2.ª en el Campeonato de Alemania en Ruta
- 1 etapa del Giro de Italia Femenino

2025
- 3.ª en el Campeonato de Alemania Contrarreloj
- 2 etapas del Giro de Italia Femenino

## Equipos
- Sunweb/DSM (2017-2022)
  - Team Sunweb (2017-2020)
  - Team DSM (2021-2022)
- Movistar Team (2023-)[2]